# Mobile Suit Gundam: The 08th MS Team
Mobile Suit Gundam: The 08th MS Team (яп. 機動戦士ガンダム 第08MS小隊 кидо сэнси гандаму дай дзэрохати эму эсу сё:тай) — аниме в формате OVA, являющаяся частью серии Gundam. Состоит из 12 серий, которые были выпущены на студии Sunrise между январём 1996 и апрелем 1999 года. Также показ осуществлён по телеканалу Tokyo MX.
Действие происходит во время Однолетней войны (летосчисление Вселенского века), через месяц после событий первого сериала. Название «The 08th MS Team» означает «Восьмой взвод мобильного доспеха» (MS — Mobile Suit, мобильный доспех).
27 июля 1996 года режиссёр Такэюки Канда, находясь в нетрезвом состоянии, погиб в автомобильной аварии. Оставшиеся после него серии взял на себя Уманосукэ Иида.

## Сюжет
Действие происходит в 0079 год Вселенского века в джунглях Юго-Восточной Азии. Федерация Земли и Зион ведут партизанскую войну за обладание ресурсами. Ключ к победе Зиона в регионе лежит в экспериментальном мобильном доспехе Apsalus и пилоте, Айне Сахалин. Между тем, федеральная армия Земли получает подкрепление в виде Сиро Амады, нового командующего Восьмого взвода МС (мобильного доспеха). Между пятой и шестой сериями происходит действие Battle in Three Dimensions. После боя в каньоне Сиро обнаруживает, что Айна — пилот Apsalus, его арестовывают за измену. В фильме обстоятельства расследует офицер разведки Элис Миллер, которая быстро выясняет, что Амада пошёл на контакт с врагом из-за любви, и готова расстрелять на месте. Однако за командира ручается весь взвод, поэтому казнь отменена. Федерация предлагает Сиро шанс искупить предательство: он должен взять отряд, проникнуть на территорию Зиона и найти их секретную базу.

## Роли озвучивали
| Актёр              | Роль                            |
| ------------------ | ------------------------------- |
| Нобуюки Хияма      | Сиро Амада                      |
| Кикуко Иноуэ       | Айна Сахалин                    |
| Сё Хаями           | контр-адмирал Гинеас Сахалин    |
| Осаму Итикава      | полковник Норрис Пакард         |
| Тинами Нисимура    | Кики Розита                     |
| Юдзуру Фудзимото   | командир батальона Кодзима      |
| Мами Кояма         | MCPO Карен Джошуа               |
| Тэссё Гэнда        | CPO Терри Сандерс младший       |
| Кэйдзи Фудзивара   | PO3 Эледор Массис               |
| Хиро Юки           | капрал Михель Нинорич           |
| Итиро Нагаи        | офицер снабжения Гидан Никард   |
| Кёносукэ Ками      | контр-адмирал Юрий Келларни     |
| Гара Такасима      | лейтенант-коммандер Элис Миллер |
| Бандзё Гинга       | Гирен Заби                      |
| Масаси Хиросе      | Балест Розита                   |
| Тяфурин            | Хигэ                            |
| Ёсико Сакакибара   | Топп                            |
| Тосихико Накадзима | Делл                            |
| Кэнъю Хориути      | Бон Абаст                       |
| Наоко Мацуи        | Салли                           |
| Каэ Араки          | Кергуленко                      |
| Нана Ямагути       | Мария                           |
| Хидэюки Умэдзу     | Арт                             |
| Хироси Нака        | Масадо                          |
| Иссин Тиба         | Майк, Рун                       |
| Дзюнъити Сугавара  | Ноббо, Роб                      |
| Тиэко Хонда        | секретарь                       |
| Тиса Ёкояма        | диджей                          |
| Юка Имаи           | штурман                         |
| Юкимаса Кисино     | капитан «Магеллана»             |

## Список серий
| №  | Название                                                                  | Премьера в Японии    |
| -- | ------------------------------------------------------------------------- | -------------------- |
| 1  | War for Two «Futari Dake no Sensō» (二人だけの戦争)                       | 25 января 1996 года  |
| 2  | Gundams in the Jungle «Mitsurin no Gandamu» (密林のガンダム)              | 25 января 1996 года  |
| 3  | The Time Limit on Trust «Shinrai he no Genkai Jikan» (信頼への限界時間)   | 25 марта 1996 года   |
| 4  | The Demon Overhead «Zujō no Akuma» (頭上の悪魔)                           | 25 марта 1996 года   |
| 5  | The Broken Order to Stand By «Yaburareta Taiki Meirei» (破られた待機命令) | 25 октября 1996 года |
| 6  | Battle Line on the Burning Sand «Nessa Sensen» (熱砂戦線)                 | 18 декабря 1996 года |
| 7  | Reunion «Saikai» (再会)                                                   | 25 октября 1997 года |
| 8  | Duty and Ideals «Gunmu to Risō» (軍務と理想)                              | 18 декабря 1997 года |
| 9  | Front Line «Saizensen» (最前線)                                           | 25 февраля 1998 года |
| 10 | The Shuddering Mountain, Part I «Furueru Yama (Zenpen)» (震える山(前編))  | 25 июля 1998 года    |
| 11 | The Shuddering Mountain, Part II «Furueru Yama (Kōhen)» (震える山(後編))  | 25 августа 1999 года |
| 12 | Last Resort «Rasuto Rizōto» (ラスト・リゾート)                            | 25 июля 1999 года    |

## Новеллизация
Новеллизация аниме была написана Итиро Окоти.
| №  | Заглавие | Дата публикации | ISBN               |
| -- | --- | --------------- | ------------------ |
| 01 | Мобильный воин Гандам: Восьмой взвод МС, часть 1 кидо сэнси гандаму дай дзэрохати эму эсу сё:тай (дзё:) (機動戦士ガンダム 第08MS小隊 (上)) | 1 мая 1999 г.   | ISBN 9784044221010 |
| 02 | Мобильный воин Гандам: Восьмой взвод МС, часть 2 кидо сэнси гандаму дай дзэрохати эму эсу сё:тай (тю) (機動戦士ガンダム 第08MS小隊 (中))   | 1 июня 1999 г.  | ISBN 9784044221027 |
| 03 | Мобильный воин Гандам: Восьмой взвод МС, часть 3 кидо сэнси гандаму дай дзэрохати эму эсу сё:тай (гэ) (機動戦士ガンダム 第08MS小隊 (下))   | 1 июля 1999 г.  | ISBN 9784044221034 |

## Выпуск на видео
Mobile Suit Gundam: The 08th MS Team впервые появился на VHS и LaserDisc в 1996 году. По причине смерти режиссёра производство сериала затянулось, и последний, 11-й диск, вышел в 1999 году. Отдельно распространялся фильм Mobile Suit Gundam: The 08th MS Team: Miller's Report. Американские DVD продавались с 2001 года благодаря Bandai Entertainment, полное издание 2005 года включало 5 дисков (12 серий плюс фильм). Формат — 1,33:1 (4:3), звук — Dolby Digital 2.0. Дополнительные материалы состояли из текстов опенинга и эндинга, трейлеров и энциклопедии Gundam. Зрители были рады узнать, что DVD содержит чистое по качеству видео и аудио. На 2001 год этому способствовало кодирование в MPEG-2. С другой стороны, у Bandai была проблема с меню, наполненным анимацией, изображениями и музыкой. Время загрузки раздражало при попытке переключить параметры и мешало функциональности проигрывателя. Первый диск не вызывал особого восторга, потому что на обложке присутствовали мобильные костюмы Zaku и Gundam, а не главный герой Сиро Амада. В озвучивании узнаваем голос Хиро Юки (Макото Хьюга из «Евангелиона») в роли молодого и неутомимого Михеля. Английские субтитры удачно передают суть диалогов. Федерация и Зеон называют друг друга «Зики» и «Феды». В дубляже почти не на что жаловаться, но это не повод отказываться от субтитров в обозримом будущем. Чтобы Однолетняя война не оставляла в недоумении, нужно смотреть оригинальный сериал и трилогию фильмов.
Японские DVD регулярно издавались Bandai Visual с 2000 года и попадали в чарт Oricon. Комплект 2007 года со звуком Dolby Digital 5.1 занял 17 место, в 2011 году была 28 позиция. Изменения произошли в 2013 году, когда появилось издание Memorial Box Set на Blu-ray, получившее 12 место. Туда вошли сериал, фильм и новая 9-минутная OVA The 08th MS Team: Battle in Three Dimensions, озвученная теми же сэйю (Нобуюки Хияма, Тэссё Гэнда и Хиро Юки). Видео представлено в соотношении 4:3 и 16:9, основные 3 диска в 1080p, а бонусный частично в 1080i. Звук шёл в Dolby TrueHD 5.1 и LPCM 2.0. Прилагался буклет на 44 страницах. В 2017 году диски выпустила американская компания Right Stuf. В 2020 году Bandai Namco Arts в честь 40-летия франшизы представила Blu-ray The 08th MS Team в серии U.C. Gundam Libraries.

## Музыка
Начальная композиция:
- «Shining Through the Storm» (1—11 серии)

Завершающие композиции:
- «Ten Years After» (1—10 серии, OVA Battle in Three Dimensions)
- «The Future for Both of Us» (11 серия)
- «Shining Through the Storm» (12 серия)
- «Gateway to Forever» (фильм)

Все песни исполняет Тихиро Ёнэкура.
В 2008 году Ёнэкура заново спела «Shining Through the Storm» в альбоме Ever After.
В 2010 году песни из сериала и фильма оказались на втором диске сборника Gundam 30th Anniversary Gundam Songs 145.
В 2014 году Нами Тамаки записала кавер-версию «Shining Through the Storm» в альбоме NT Gundam Cover.
В 2018 году «Shining Through the Storm» заняла 5 место из 10 лучших в Gundam по итогам голосования на канале NHK.
В 2019 году «Shining Through the Storm» и «Ten Years After» были включены в первую часть компиляции Mobile Suit Gundam 40th Anniversary Best Anime Mix. Тогда же Хироко Моригути (Хироми Ханамура) перепела «Shining Through the Storm» в альбоме Gundam Song Covers. В 2025 году — «10 Years After» в Gundam Song Covers -Orchestra-.
Композиции также доступны на сборнике Ёнэкуры 25 Years After ~All Time Best~, который вышел в 2021 году.

## Критика
В числе 24 лучших аниме Gundam на сайте CBR сериал занимает 4 позицию.
Mobile Suit Gundam: The 08th MS Team получил положительные отзывы. Это было связано с тем, что война оказалась перенесена из космоса в джунгли Юго-Восточной Азии. Внимание от меха перешло к персонажам и реализму. После ряда испытаний, Сиро с горечью называет своё отношение «юношеским идеализмом». Мобильные костюмы ограничены наземным боем, что придаёт большее значение тактике с использованием местности и терпению, а не грубой силе. Пилоты вынуждены сражаться в тесноте и клаустрофобии в густых зарослях, учитывая силу тяжести, лёгкой прогулки не выйдет. Ещё одна интересная вещь — машина поддержки с радиоэлектронным оборудованием, чтобы держать своих в курсе боевой обстановки. Качество анимации очень хорошее и на удивление плавное, фоны имеют красочную и чёткую визуализацию. Саундтрек также заслуживает внимания и содержит несколько достойных композиций. Завершающая песня превосходит начальную, хотя обе представляют стандартный J-pop.
The 08th MS Team находится под влиянием Рёсукэ Такахаси, прежде всего Armored Trooper Votoms. Такэюки Канда снял Armor Hunter Mellowlink, хорошо разбирался в оружии и часто помогал дизайнеру мех Кунио Окаваре. Режиссёр показал историю взросления, поэтому воевали в первую очередь «зелёные» — молодые и необстрелянные. Мобильные костюмы также создавали Хадзимэ Катоки и Кимитоси Яманэ. Взгляд Катоки на земные Гандамы по-прежнему вызывает споры. Аниматоры Тосихиро Кавамото и Хиротоси Сано позже участвовали в создании Cowboy Bebop. Кохэй Танака написал качественную музыку, которая идеально подходит к сериалу, от сражения 8 взвода с Apsalus до битвы Сиро и Норриса.
T.H.E.M Anime поставил высокую оценку — пять звёзд из пяти. Одна из вещей, что так нравятся в Gundam, — враги никогда не рассматриваются как безличные. По обе стороны находятся люди с чувствами и амбициями, надеждами и мечтами. Но война никогда не бывает справедливой, и многие из этих грёз должны быть похоронены вместе с погибшими солдатами. 8-й взвод не исключение. У каждого из персонажей есть собственные цели, такое не сильно отличается от других историй франшизы, хотя уступает эпическому масштабу основной вселенной, борьбе Амуро и Чара. Сюжет рассказывает преимущественно о военнослужащих одного подразделения, во многом как Gundam 0080 и 0083. Некоторые боевые сцены превосходят Mobile Suit Gundam Wing. Стиль придаёт повествованию индивидуальность и глубину. Эстетика вступает в конфликт со страданиями и в конечном итоге подтверждает размышления Чара о душах, притянутых гравитацией. Юрий Келларни говорит, что Земля — это «обречённый грязный шар», хотя трудно представить, чтобы кто-то отказался от неё ради холодной красоты космоса и колоний.
Герои достаточно интересны. Сиро храбрый и безрассудный, но неглупый. Остальные являются типичным личным составом из фильма о войне: измученные ветераны, свежие новобранцы и вечно недовольные старые офицеры снабжения. Тем не менее, ни один из них не похож на другого, на самом деле, они боевые товарищи. Воины Зиона в большинстве тоже вполне нормальные. Сиро ненавидит врагов, но более чем счастлив спасти Айну, которую хочет гораздо больше, чем войну. Его начальство так не думает, нарушение приказов — военный трибунал. Молодой человек должен быть уверенным, чтобы отстаивать свои убеждения на поле битвы, управляемой генералами и политиками. К счастью, отношения между Сиро и Айной не впадают в клише, здесь нет безнадёжности Area 88. Сценаристы не фальшивят, а режиссура довольно солидная, несмотря на смерть Такэюки Канды. Трудно написать обзор, потому что здесь практически нечего ругать и высмеивать. В итоге, Mobile Suit Gundam: The 08th MS Team является классикой серьёзного аниме в жанре меха.